# Carlo Fumagalli (compositor)
Carlo Fumagalli   (Milà, 10 de novembre de 1822 - Milà, 1 d'octubre de 1907) va ser un compositor italià, editor musical i educador musical del segle xix. Pertanyent a la Fumagalli (família de músics).

## Biografia
Carlo Fumagalli era el germà gran d'Adolfo, Disma, Luca i Polibio Fumagalli. Va viure i treballar sobretot a Milà com a professor de música. Des del 14 de gener de 1905 va viure a la "Casa di Riposo per Musicisti", una casa per a jubilats de música, que havia estat fundada pel compositor Giuseppe Verdi.

## Personalitat
Carlo Fumagalli va fer-se anomenada per si mateix treballant peces d'òperes de Giuseppe Verdi per a l'orgue, que va reunir per a misses. En el nostre temps encara se senten de tant en tant en concerts d'orgue. Va escriure nombroses obres de piano, entre elles Metodo teorico-pratico (op. 125); de les seves obres de música d'església també s'ha d'esmentar la Cadenza i Pastorali per a organo od armonio.

## Obres (selecció)
- Missa solemne tracta de l'obra del famós Giuseppe Verdi, i va afegir tot l'òrgan de la C. Fumagalli. A cura de Maurizio Marchella (Serie L'Organo Italiano nell' Ottocento. Band 118). Amelin Musica, Pàdua (Itàlia).
- Sanctus per Mezzo-Soprano Tenor Cor[2]
- Metodo teòric-pràctic (op. 125) per a piano
- Cadenza i Pastorali per organo od armonio.